# Équipe d'Afrique du Sud féminine de basket-ball
Cet article traite de l'équipe féminine. Pour l'équipe masculine, voir Équipe d'Afrique du Sud masculine de basket-ball.
L'équipe d'Afrique du Sud féminine de basket-ball est l'équipe nationale qui représente l'Afrique du Sud dans les compétitions internationales féminine de basket-ball. Elle est placée sous l'égide de la Fédération d'Afrique du Sud de basket-ball (BSA). L'équipe est affiliée à la FIBA depuis 1992. Son surnom est "The Proteas", ce qui signifie « 	Les Proteas ».
La meilleure performance de la sélection au Championnat d'Afrique est une sixième place en 1994. L'équipe ne s'est jamais qualifiée pour les Jeux olympiques ou le Championnat du monde de basket-ball féminin.